# Stocco alla Tono
Lo stocco alla Tono (stoccafisso alla Tono) è una preparazione di stoccafisso tipico di Viareggio. 

## Origine
Questa ricetta sarebbe stata inventata nella prima metà del XX secolo da Tono, un marinaio viareggino, cuoco di bordo su motovelieri da carico. 

## Preparazione
Preparare uno sfritto di olio abbondante con aglio, peperoncino in olio, cipolle rosse tagliate sottilmente. 
Aggiungere lo stoccafisso a pezzi, peperone verde a fettine, carote a dischetti, patate, sedano e qualche pomodoro maturo. 
Aggiungere abbondante vino bianco e cuocere a fuoco basso per circa tre ore. Salare a fine cottura.
Servire su pane toscano abbrustolito. 